# آرامگاه شیخ محمد کاکو
مقبره شیخ محمد کاکو مربوط به دوره صفوی ـ دوره قاجار است و در شهرستان بردسیر، روستای متروکه لقمان واقع شده و این اثر در تاریخ ۲۰ آبان ۱۳۷۷ با شمارهٔ ثبت ۲۱۶۳ به‌عنوان یکی از آثار ملی ایران به ثبت رسیده است.